# Cry Me a River (singel Justina Timberlake’a)
„Cry Me A River” – drugi singel promujący album Justina Timberlake’a pt. Justified. Piosenka została nagrana razem z raperem Timbalandem, który jednocześnie jest jej producentem. Utwór poświęcony jest byłemu związkowi Timberlake’a z wokalistką Britney Spears. W 2004 roku za „Cry Me a River” piosenkarz otrzymał nagrodę Grammy dla najlepszego męskiego występu pop.
Do piosenki został stworzony teledysk, w którym Justin chodzi po domu i wykonuje różne akrobacje. Na końcu klipu do posiadłości wchodzi kobieta łudząco podobna do Britney Spears. Piosenkarz wielokrotnie zaprzeczał, że kobieta z teledysku ma coś wspólnego ze Spears.
Tłumaczenie tytułu piosenki: „Cry Me A River” – aby zrozumieć treść, jaką piosenka niesie, jest ono niezbędne. Jest to idiom pochodzący z języka angielskiego, niemający swojego odpowiednika w języku polskim. Oznacza: „Płacz, lecz to niczego nie zmieni / Możesz wylać rzekę łez lecz wiem, że to fałszywe łzy”. Zobacz również znaczenie frazy: „crocodile tears” (pol. krokodyle łzy) – fałszywe łzy.

## Formaty płyt
Płyta Winylowa
1. „Cry Me a River” [Album - 4:47]
2. „Cry Me a River” [Wersja instrumentalna - 4:47]
3. „Cry Me a River” [Dirty Vegas Vocal Mix - 8:11]
4. „Cry Me a River” [Junior's Vasquez Earth Club Mix - 6:43]
5. „Like I Love You” [Basement Jaxx Vocal Mix]
6. „Like I Love You” [Deep Dish Zigzag Remix]

Niemcy CD
1. „Cry Me a River” [Album - 4:47]
2. „Cry Me a River” [Dirty Vegas Vocal Mix - 8:11]
3. „Cry Me a River” [Bill Hamel Vocal Remix - 7:44]
4. „Like I Love You” [Basement Jaxx Vocal Mix]

Polska Karaoke/Instrumental
1. „Cry Me a River” [Wersja Instrumentalna (z Tonacją Fis moll) - 4:47]

Wielka Brytania CD #1
1. „Cry Me a River” [Wersja oryginalna - 4:48]
2. „Cry Me a River” [Dirty Vegas Vocal Remix - 8:11]
3. „Cry Me a River” [Bill Hamel Vocal Remix - 7:44]
4. „Cry Me a River” [Enhanced Video]

Wielka Brytania CD #2
1. „Cry Me a River” [Dirty Vegas Vocal - 8:11]
2. „Like I Love You” [Basement Jaxx Vocal]
3. „Like I Love You” [Deep Dish Vocal Remix]